# Kiea (gmina)
Kiea (gr. Δήμος Κέας, Dimos Kieas) – gmina w Grecji, w administracji zdecentralizowanej Wyspy Egejskie, w regionie Wyspy Egejskie Południowe, w jednostce regionalnej Kiea-Kitnos. W jej skład wchodzi między innymi wyspa Kiea. Siedzibą gminy jest Julida. W 2011 roku liczyła 2455 mieszkańców.